# Démographie de Vaucluse
La démographie de Vaucluse est caractérisée par une natalité élevée, une densité supérieure à la moyenne nationale et une population en forte croissance depuis les années 1950.
Avec ses 568 702 habitants en 2022, le département français de Vaucluse se situe en 47e position sur le plan national.
En six ans, de 2015 à 2021, sa population s'est accrue de près de 7 100 unités, c'est-à-dire de plus ou moins 1 200 personnes par an. Mais cette variation est différenciée selon les 151 communes que comporte le département.
La densité de population de Vaucluse, 159,4 habitants par kilomètre carré en 2022, est supérieure à celle de la France entière qui est de 107,1 hab./km2 pour la même année.

## Évolution démographique du département de Vaucluse
Le département a été créé par décret du 12 août 1793. Il comporte alors quatre districts (Apt, Orange, Ouvèze (Carpentras), Vaucluse (Avignon)). Le premier recensement sera réalisé en 1801 et ce dénombrement, reconduit tous les cinq ans à partir de 1821, permettra de connaître plus précisément l'évolution des territoires.
Avec 239 113 habitants en 1831, le département représente 0,73 % de la population française, qui est alors de 32 569 000 habitants. De 1831 à 1866, il va gagner 2 674 habitants, soit une augmentation de 0,13 % moyen par an, inférieur au taux d'accroissement national de 0,48 % sur cette même période.
Le département perd 39 073 habitants entre la Guerre franco-prussienne de 1870 et la Première Guerre mondiale, soit une baisse de 17,63 % alors que la population croît au niveau national de 10 %. La population gagne 3,18 % pour la période de l'entre-deux guerres courant de 1921 à 1936 parallèlement à une croissance au niveau national de 6,9 %.
À l'instar des autres départements français, le Vaucluse va ensuite connaître un essor démographique après la Seconde Guerre mondiale, mais deux fois plus important qu'au niveau national.
Dans le Vaucluse, les personnes venues d'Europe (plus d'Espagne que d'Italie) constituent 40 % des immigrés et celles nées au Maghreb près de la moitié. Il s'agit principalement de personnes originaire du Maroc. 
En 2022, le département comptait 568 702 habitants, en évolution de +1,73 % par rapport à 2016 (France hors Mayotte : +2,11 %).
| 1791 | 1801    | 1806    | 1821    | 1826    | 1831    | 1836    | 1841    | 1846    |
| ---- | ------- | ------- | ------- | ------- | ------- | ------- | ------- | ------- |
| -    | 191 421 | 205 833 | 224 431 | 233 048 | 239 113 | 246 071 | 251 080 | 259 154 |

| 1851    | 1856    | 1861    | 1866    | 1872    | 1876    | 1881    | 1886    | 1891    |
| ------- | ------- | ------- | ------- | ------- | ------- | ------- | ------- | ------- |
| 264 618 | 268 994 | 268 255 | 266 091 | 263 451 | 255 703 | 244 149 | 241 787 | 235 411 |

| 1896    | 1901    | 1906    | 1911    | 1921    | 1926    | 1931    | 1936    | 1946    |
| ------- | ------- | ------- | ------- | ------- | ------- | ------- | ------- | ------- |
| 236 313 | 236 949 | 239 178 | 238 656 | 219 602 | 230 549 | 241 689 | 245 508 | 249 838 |

| 1954    | 1962    | 1968    | 1975    | 1982    | 1990    | 1999    | 2006    | 2011    |
| ------- | ------- | ------- | ------- | ------- | ------- | ------- | ------- | ------- |
| 268 318 | 303 536 | 353 966 | 390 446 | 427 343 | 467 075 | 499 685 | 534 291 | 546 630 |

| 2016    | 2021    | 2022    | - | - | - | - | - | - |
| ------- | ------- | ------- | - | - | - | - | - | - |
| 559 014 | 564 566 | 568 702 | - | - | - | - | - | - |

## Population par divisions administratives

### Arrondissements
Le département de Vaucluse comporte trois arrondissements. La population se concentre principalement sur l'arrondissement de Carpentras, qui recense 40 % de la population totale du département en 2022, avec une densité de 125,8 hab./km2, contre 38 % pour l'arrondissement d'Avignon et 22 % pour celui d'Apt.
| Arrondissement  | Population(2022) | Variation(2022/2016)                       | Superficie(km2) | Densité(hab./km2) |
| --------------- | ---------------- | ------------------------------------------ | --------------- | ----------------- |
| Carpentras      | 227 317          | en évolution de +5,3 % par rapport à 2016  | 1 807           | 125,8             |
| Avignon         | 213 587          | en évolution de −0,35 % par rapport à 2016 | 369,7           | 577,7             |
| Apt             | 127 798          | en évolution de −0,77 % par rapport à 2016 | 1 390,6         | 91,9              |
| Source : Insee. |                  |                                            |                 |                   |

### Communes de plus de10 000 habitants
Sur les 151 communes que comprend le département de Vaucluse, 53 ont en 2021 une population municipale supérieure à 2 000 habitants, 27 ont plus de 5 000 habitants, treize ont plus de 10 000 habitants et quatre ont plus de 25 000 habitants : Avignon, Carpentras, Orange et Cavaillon.
Les évolutions respectives des communes de plus de 10 000 habitants sont présentées dans le tableau ci-après.
| Commune              | Population(2022) | Variation(2022/2016)                        | Superficie(km2) | Densité(hab./km2) |
| -------------------- | ---------------- | ------------------------------------------- | --------------- | ----------------- |
| Avignon              | 91 760           | en évolution de −0,67 % par rapport à 2016  | 64,91           | 1 413,6           |
| Carpentras           | 30 854           | en évolution de +8,05 % par rapport à 2016  | 37,92           | 813,7             |
| Orange               | 29 357           | en évolution de +0,5 % par rapport à 2016   | 74,2            | 395,6             |
| Cavaillon            | 25 890           | en évolution de −2,27 % par rapport à 2016  | 45,96           | 563,3             |
| Pertuis              | 19 764           | en évolution de −1,84 % par rapport à 2016  | 66,23           | 298,4             |
| L'Isle-sur-la-Sorgue | 20 315           | en évolution de +4,73 % par rapport à 2016  | 44,57           | 455,8             |
| Sorgues              | 19 030           | en évolution de +3,98 % par rapport à 2016  | 33,4            | 569,8             |
| Le Pontet            | 17 985           | en évolution de +2,44 % par rapport à 2016  | 10,77           | 1 669,9           |
| Bollène              | 13 871           | en évolution de +1,45 % par rapport à 2016  | 54,03           | 256,7             |
| Monteux              | 13 159           | en évolution de +2,25 % par rapport à 2016  | 39,02           | 337,2             |
| Vedène               | 11 799           | en évolution de +3,2 % par rapport à 2016   | 11,18           | 1 055,4           |
| Pernes-les-Fontaines | 10 433           | en évolution de +12,35 % par rapport à 2016 | 51,12           | 204,1             |
| Apt                  | 10 297           | en évolution de −12,07 % par rapport à 2016 | 44,57           | 231               |
| Source : Insee.      |                  |                                             |                 |                   |

## Structures des variations de population

### Soldes naturels et migratoires depuis 1968
La variation moyenne annuelle est positive mais en régression depuis les années 1970, passant de 1,4 à 0,2 %.
Le solde naturel annuel qui est la différence entre le nombre de naissances et le nombre de décès enregistrés au cours d'une même année, a baissé, passant de 0,5 à 0,2 % La baisse du taux de natalité, qui passe de 15,8 à 11,6 ‰, est en fait compensée par une baisse équivalente du taux de mortalité, qui parallèlement passe de 10,6 à 10 ‰.
Le flux migratoire reste positif mais en diminution sur la période courant de 1968 à 2021. Il baisse de 0,9 à 0,1 %. 
| Indicateurs démographiques                       | 1968 à1975 | 1975 à1982 | 1982 à1990 | 1990 à1999 | 1999 à2010 | 2010 à2015 | 2015 à2021 |
| ------------------------------------------------ | ---------- | ---------- | ---------- | ---------- | ---------- | ---------- | ---------- |
| Variation annuelle moyenne de la population en % | 1,4        | 1,3        | 1,1        | 0,8        | 0,8        | 0,5        | 0,2        |
| - due au solde naturel en %                      | 0,5        | 0,3        | 0,4        | 0,3        | 0,4        | 0,4        | 0,2        |
| - due au solde apparent des entrées sorties en % | 0,9        | 1,0        | 0,7        | 0,4        | 0,4        | 0,1        | 0,1        |
| Taux de natalité en ‰                            | 15,8       | 13,0       | 13,6       | 12,9       | 12,7       | 12,9       | 11,6       |
| Taux de mortalité en ‰                           | 10,6       | 10,3       | 9,7        | 9,5        | 9,1        | 9,1        | 10,0       |
| Source : Insee.                                  |            |            |            |            |            |            |            |

### Mouvements naturels sur la période 2014-2022
En 2014, 7 058 naissances ont été dénombrées contre 4 963 décès. Le nombre annuel des naissances a diminué depuis cette date, passant à 6 054 en 2022, indépendamment à une augmentation, mais relativement faible, du nombre de décès, avec 6 117 en 2022. Le solde naturel est ainsi négatif et diminue, passant de 2 095 à -63.
Pour des raisons techniques, il est temporairement impossible d'afficher le graphique qui aurait dû être présenté ici.

## Densité de population
La densité de population est en augmentation depuis 1968, en cohérence avec l'augmentation de la population.
En 2021, la densité était de 158,3 hab./km2.
| 1968 |  | 99.2 |  |

| 1975 |  | 109.5 |  |

| 1982 |  | 119.8 |  |

| 1990 |  | 130.9 |  |

| 1999 |  | 140.1 |  |

| 2010 |  | 152.2 |  |

| 2015 |  | 156.3 |  |

| 2021 |  | 158.3 |  |

## Répartition par sexes et tranches d'âges
La population du département est plus âgée qu'au niveau national.
En 2021, le taux de personnes d'un âge inférieur à 30 ans s'élève à 32,8 %, soit en dessous de la moyenne nationale (35,1 %). À l'inverse, le taux de personnes d'âge supérieur à 60 ans est de 29,5 % la même année, alors qu'il est de 26,6 % au niveau national.
En 2021, le département comptait 270 796 hommes pour 293 770 femmes, soit un taux de 52,03 % de femmes, légèrement supérieur au taux national (51,61 %).
Les pyramides des âges du département et de la France s'établissent comme suit.
| Hommes | Classe d’âge | Femmes |
| ------ | ------------ | ------ |
| 0,8    | 90 ou +      | 1,9    |
| 8,3    | 75-89 ans    | 10,6   |
| 18,1   | 60-74 ans    | 19,1   |
| 20,3   | 45-59 ans    | 19,9   |
| 17,6   | 30-44 ans    | 17,6   |
| 16,1   | 15-29 ans    | 14,4   |
| 18,9   | 0-14 ans     | 16,4   |

| Hommes | Classe d’âge | Femmes |
| ------ | ------------ | ------ |
| 0,7    | 90 ou +      | 1,9    |
| 7,0    | 75-89 ans    | 9,5    |
| 16,6   | 60-74 ans    | 17,5   |
| 20,0   | 45-59 ans    | 19,5   |
| 18,8   | 30-44 ans    | 18,3   |
| 18,3   | 15-29 ans    | 16,7   |
| 18,6   | 0-14 ans     | 16,7   |

## Répartition par catégories socioprofessionnelles
La catégorie socioprofessionnelle des retraités est surreprésentée par rapport au niveau national. Avec 29,1 % en 2021, elle est 2,3 points au-dessus du taux national (26,8 %). La catégorie socioprofessionnelle des cadres et professions intellectuelles supérieures est quant à elle sous-représentée par rapport au niveau national. Avec 6,8 % en 2021, elle est 3,3 points en dessous du taux national (10,1 %).
| Catégorie socioprofessionnelle                    | 2015    | 2015 | 2021    | 2021 | Détails de l'année 2021 | Détails de l'année 2021 | Détails de l'année 2021            | Détails de l'année 2021            | Détails de l'année 2021            |
| Catégorie socioprofessionnelle                    | Nb      | %    | Nb      | %    | Hommes                  | Femmes                  | Part en % de la population âgée de | Part en % de la population âgée de | Part en % de la population âgée de |
| Catégorie socioprofessionnelle                    | Nb      | %    | Nb      | %    | Hommes                  | Femmes                  | 15 à 24 ans                        | 25 à 54 ans                        | 55 ans ou +                        |
| ------------------------------------------------- | ------- | ---- | ------- | ---- | ----------------------- | ----------------------- | ---------------------------------- | ---------------------------------- | ---------------------------------- |
| Agriculteurs exploitants                          | 4 940   | 1,1  | 4 367   | 0,9  | 3 162                   | 1 206                   | 0,2                                | 1,4                                | 0,7                                |
| Artisans, commerçants, chefs d'entreprise         | 21 740  | 4,8  | 23 975  | 5,1  | 16 629                  | 7 346                   | 1,1                                | 8,3                                | 3,2                                |
| Cadres et professions intellectuelles supérieures | 29 003  | 6,4  | 31 934  | 6,8  | 18 107                  | 13 827                  | 1,2                                | 11,4                               | 4,0                                |
| Professions intermédiaires                        | 58 155  | 12,7 | 61 647  | 13,2 | 27 957                  | 33 690                  | 7,8                                | 22,9                               | 5,4                                |
| Employés                                          | 74 388  | 16,3 | 71 191  | 15,3 | 17 306                  | 53 886                  | 15,7                               | 24,1                               | 6,6                                |
| Ouvriers                                          | 59 521  | 13,0 | 57 172  | 12,3 | 44 994                  | 12 178                  | 14,4                               | 19,5                               | 4,7                                |
| Retraités                                         | 131 209 | 28,7 | 135 477 | 29,1 | 62 738                  | 72 739                  | 0,0                                | 0,2                                | 65,4                               |
| Autres personnes sans activité professionnelle    | 77 516  | 17,0 | 80 457  | 17,3 | 29 164                  | 51 293                  | 59,7                               | 12,3                               | 10,0                               |
| Ensemble                                          | 456 471 | 100  | 466 221 | 100  | 220 057                 | 246 164                 | 100                                | 100                                | 100                                |
| Sources : Insee,.                                 |         |      |         |      |                         |                         |                                    |                                    |                                    |